# Adama Bal
Pour les articles homonymes, voir Bal (homonymie).
Adama-Alpha Bal, né le 18 décembre 2003 au Mans dans la Sarthe, est un joueur français de basket-ball évoluant au poste d'arrière voire de meneur.

## Biographie

### Débuts dans le basket-ball en France (2007-2021)
Adama Bal prend sa première licence en 2007 à la JALT Le Mans et y évolue jusqu'en 2016. Cette année-là, il rejoint le SCM Le Mans, association support du Mans Sarthe Basket. Il y évolue en minimes France où il tourne à 8,4 points de moyenne en 2016-2017 et 18,3 en 2017-2018. Durant ces deux années, il côtoie notamment Rayan Rupert puis intègre le Centre fédéral avec lui en 2018. 
Il joue d'abord avec les cadets du Pôle France puis avec l'équipe junior en NM1 de 2019 à 2021. Lors de la dernière saison, il inscrit 9,8 points en moyenne. Il est élu "joueur du mois" du Pôle France en février 2021.

### Départ en universités aux États-Unis (depuis 2021)
À l'intersaison 2021, il quitte l'INSEP et rejoint l'Université de l'Arizona pour jouer avec les Wildcats qui évoluent dans la Pacific-12 Conference. Adama Bal est alors l'un des joueurs les plus jeunes de NCAA. Durant deux saisons, il joue très peu (5 minutes en moyenne la première, 8 minutes la seconde) et décide donc, en 2023, de changer d'équipe. Il rejoint ainsi les Broncos de Santa Clara, une équipe universitaire californienne ayant vu deux de ses joueurs être draftés en NBA lors des deux dernières saisons : Jalen Williams (12e choix en 2022) et Brandin Podziemski (19e choix en 2023). Il est rapidement responsabilisé par Herb Sendek (en) le coach principal des Broncos, et à la mi-saison, il joue plus de 30 minutes par rencontre en moyenne. Il inscrit notamment 23 points contre Stanford, 25 face à Oregon, 22 contre California ou encore 28 unités face à Pepperdine. À la même époque, il fait son apparition dans les mock draft (en) à l'image de nbadraft.net qui le place comme 23e choix au 1er janvier 2024.
Le 12 janvier 2024, Santa Clara s'impose face à l'équipe renommée des Bulldogs de Gonzaga grâce à un panier de Bal inscrit à quelques secondes de la fin de la rencontre. Il marque 17 points, délivre 6 passes décisives, intercepte 3 ballons, et permet à son équipe de vaincre les Bulldogs (77-76) pour la première fois depuis janvier 2011.
Le 8 avril 2024, il annonce se présenter à la draft 2024.
Début mai 2024, Bal est invité au NBA G League Elite Camp dans le but de pouvoir faire monter sa cote auprès des franchises NBA en vue de la draft. Le 16 mai 2024, il annonce finalement rester une saison de plus à Santa Clara.

### Équipes de France jeunes
Durant l'été 2019, il joue ses premiers matchs internationaux en sélections de jeunes. Il prend part à sept rencontres lors du championnat d'Europe U16. En moyenne, il inscrit 6 points. Les Bleuets repartent avec la médaille d'argent.
En juillet 2022, il participe au championnat d'Europe U20. Il marque 9,6 points de moyenne.
En 2023, il remporte le championnat d'Europe U20. En moyenne, il y inscrit 11,7 points par match et délivre près de 2 passes décisives.

## Palmarès et distinctions individuelles

### En club
- 2x First-team All-WCC (2024, 2025)

### En sélection nationale
- Médaille d'argent du championnat d'Europe U16 en 2019
- Médaille d'or du championnat d'Europe U20 en 2023